# ناقوس کشتی

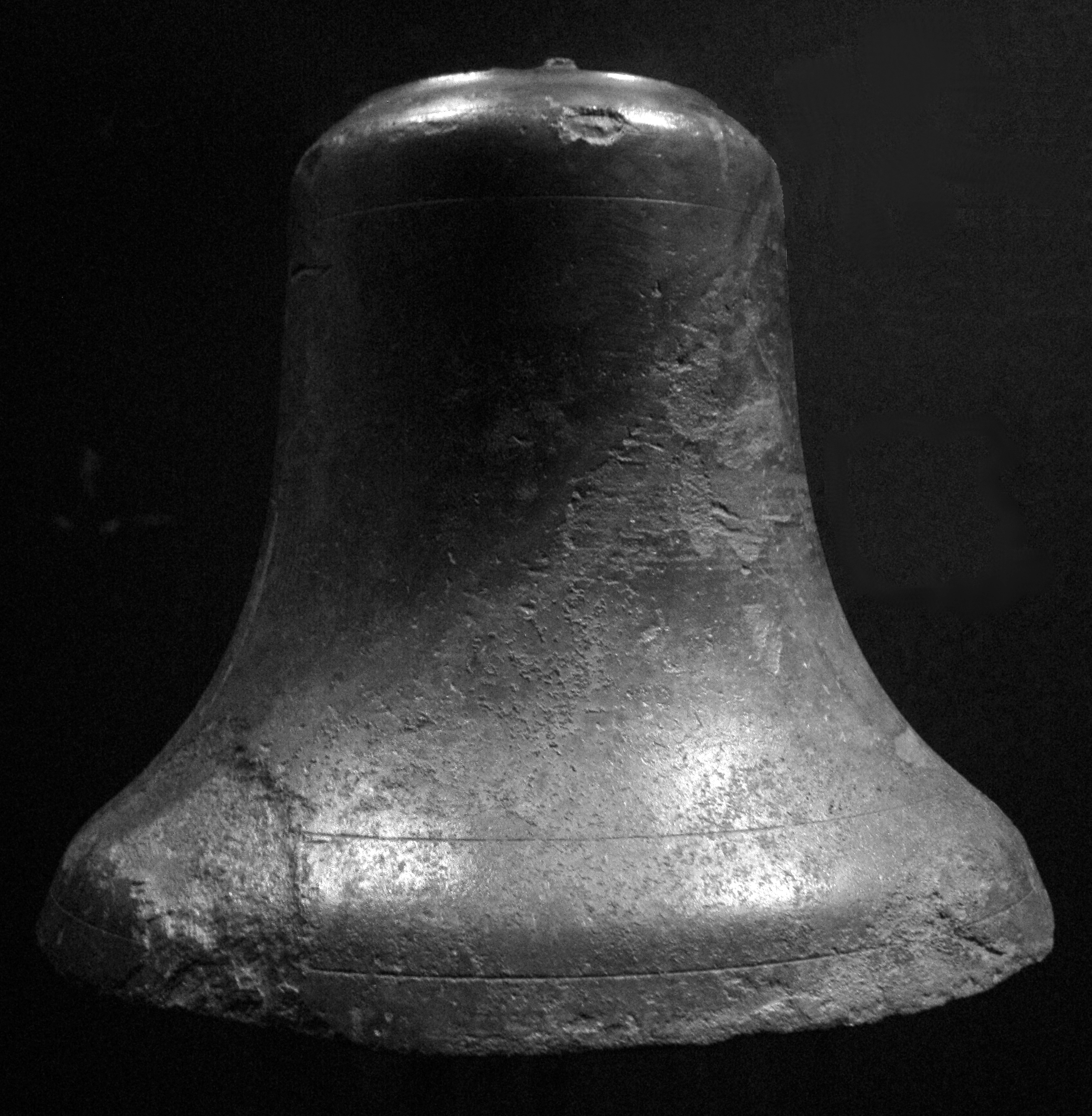
کشتی ناقوس تایتانیک.

کشتی ناقوس ساز کوبه‌ای است که معمولاً از برنز ساخته شده‌است، نام کشتی به طور سنتی بر این ساز مانده است.